# Edith Rozsa
Edith Rozsa (19 marzo 1973) è un'ex sciatrice alpina canadese.

## Biografia
La Rozsa, originaria di Whistler, debuttò in campo internazionale in occasione dei Mondiali juniores di Zinal 1990; due anni dopo, nella rassegna iridata giovanile di Maribor 1992, vinse la medaglia di bronzo nello slalom speciale. In Coppa del Mondo esordì il 12 marzo 1995 a Lenzerheide nella medesima specialità, senza completare la prova, e ottenne il miglior piazzamento il 19 marzo successivo a Bormio ancora in slalom speciale (15ª).
Ai Mondiali di Sierra Nevada 1996, sua prima presenza iridata, si classificò 14ª nella combinata e non completò lo slalom speciale; il 2 aprile dello stesso anno conquistò a Mount Bachelor in slalom gigante l'ultima vittoria in Nor-Am Cup, mentre l'anno dopo ai Mondiali di Sestriere 1997, sua ultima presenza iridata, si piazzò 23ª nello slalom gigante e non completò lo slalom speciale. Ottenne l'ultimo podio in Nor-Am Cup il 28 novembre 1998 a Winter Park/Breckenridge in slalom gigante (3ª) e prese per l'ultima volta il via in Coppa del Mondo il 17 gennaio 1999 a Sankt Anton am Arlberg in slalom speciale, senza completare la prova; si ritirò durante la stagione 1999-2000 e la sua ultima gara fu uno slalom speciale FIS disputato il 30 gennaio a Nakiska. Non prese parte a rassegne olimpiche.

## Palmarès

### Mondiali juniores
- 1 medaglia:
  - 1 bronzo (slalom speciale a Maribor 1992)

### Coppa del Mondo
- Miglior piazzamento in classifica generale: 84ª nel 1996

### Coppa Europa
- 2 podi (dati dalla stagione 1994-1995):
  - 1 secondo posto
  - 1 terzo posto

### Nor-Am Cup
- Miglior piazzamento in classifica generale: 6ª nel 1997
- Vincitrice della classifica di slalom speciale nel 1995[senza fonte]
- 13 podi (dati dalla stagione 1994-1995):
  - 8 vittorie
  - 4 secondi posti
  - 1 terzo posto

#### Nor-Am Cup - vittorie
| Data           | Località       | Paese       | Specialità |
| -------------- | -------------- | ----------- | ---------- |
| 6 gennaio 1995 | Mount Orford   | Canada      | SL         |
| 7 gennaio 1995 | Mount Orford   | Canada      | SL         |
| 31 marzo 1995  | Mission Ridge  | Stati Uniti | GS         |
| 1º aprile 1995 | Mission Ridge  | Stati Uniti | SL         |
| 3 aprile 1995  | Whistler       | Canada      | SL         |
| 29 marzo 1996  | Mission Ridge  | Stati Uniti | GS         |
| 30 marzo 1996  | Mission Ridge  | Stati Uniti | SL         |
| 2 aprile 1996  | Mount Bachelor | Stati Uniti | GS         |

Legenda:

GS = slalom gigante

SL = slalom speciale

### Campionati canadesi
- 7 medaglie (dati dalla stagione 1994-1995):
  - 2 ori (slalom speciale nel 1995; slalom speciale nel 1997)
  - 3 argenti (slalom gigante nel 1995; slalom gigante, slalom speciale nel 1998)
  - 2 bronzi (slalom gigante nel 1996; slalom gigante nel 1997)